# Phelsuma astriata
Phelsuma astriata is een hagedis die behoort tot de gekko's. Het is een van de soorten madagaskardaggekko's uit het geslacht Phelsuma.

## Naam en indeling
De wetenschappelijke naam van de soort werd voor het eerst voorgesteld door Gustav Tornier in 1901. Oorspronkelijk werd de wetenschappelijke naam Phelsuma lineata var. astriata gebruikt.

### Ondersoorten
De soort wordt verdeeld in twee ondersoorten die onderstaand zijn weergegeven, met de auteur en het verspreidingsgebied.
| Naam                           | Auteur        | Verspreidingsgebied                     |
| ------------------------------ | ------------- | --------------------------------------- |
| Phelsuma astriata astriata     | Tornier, 1901 | De rest van het areaal.                 |
| Phelsuma astriata semicarinata | Cheke, 1982   | Seychellen (Denis, D'Arros, St. Joseph) |

## Uiterlijke kenmerken
Phelsuma astriata bereikt een kopromplengte tot zes centimeter en een totale lichaamslengte inclusief staart tot dertien cm. De hagedis heeft een groene kleur en heeft een vage tekening zonder strepen. Het aantal schubbenrijen op het midden van het lichaam bedraagt 88 tot 96.

## Verspreiding en habitat

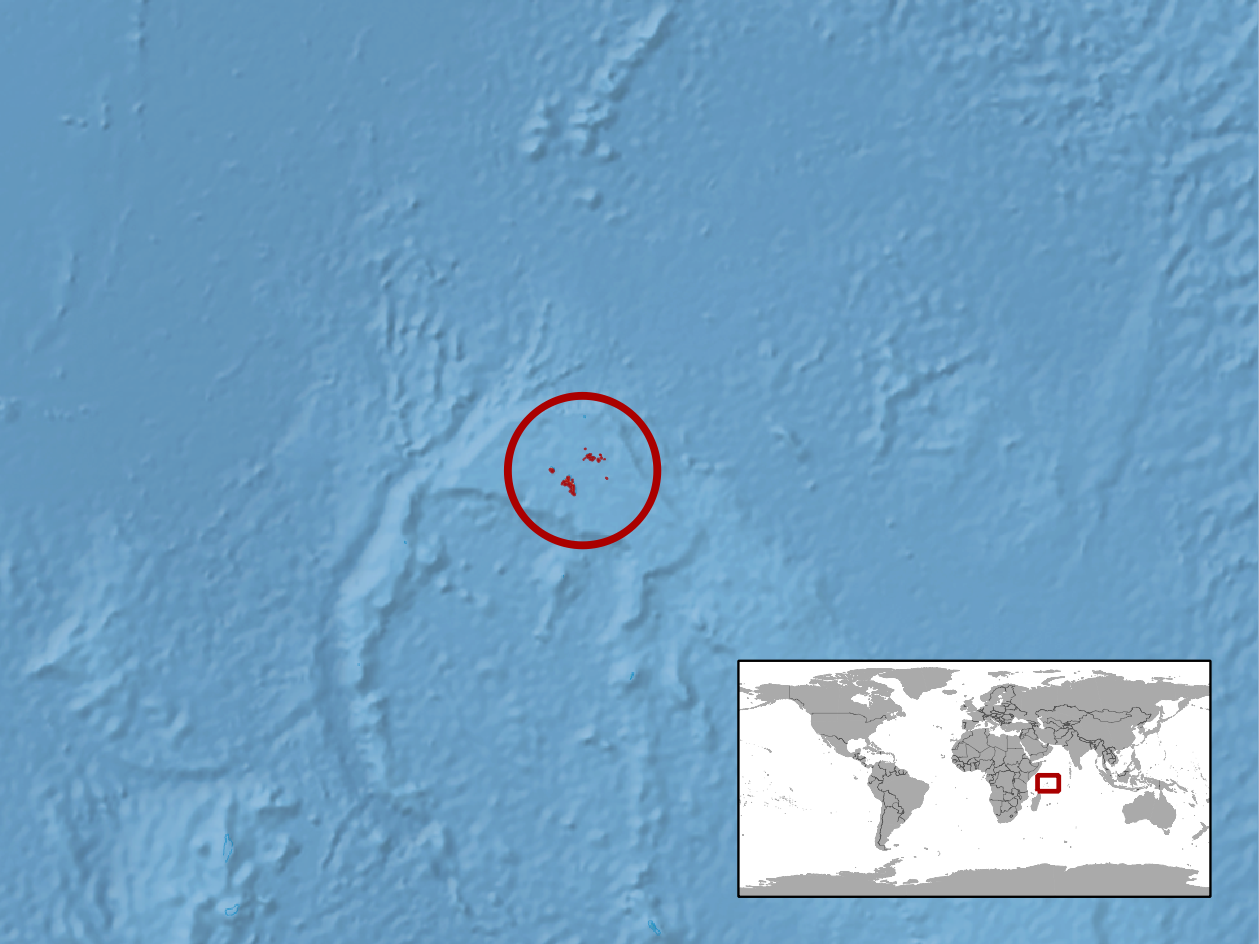
Verspreidingsgebied in het rood.

De soort komt voor in delen van Afrika en leeft endemisch in de Seychellen. De hagedis is aangetroffen op de eilanden Astove, Mahé, Praslin, Curieuse, Denis, D'Arros, Frégate, La Digue, St. Joseph en Thérèse.
De habitat bestaat uit droge tropische en subtropische bossen, vochtige tropische en subtropische laaglandbossen en droge en vochtige tropische en subtropische scrublands. Ook in door de mens aangepaste streken zoals plantages, landelijke tuinen en stedelijke gebieden kan de hagedis worden gevonden.

## Beschermingsstatus
Door de internationale natuurbeschermingsorganisatie IUCN is de beschermingsstatus 'veilig' toegewezen (Least Concern of LC).